# Исидор Млади
Исидор от Милет Млади (на старогръцки: Isidorus, Ἰσίδωρος) е византийски архитект, който поправя базиликата „Света София“ в Константинопол.

## Биография
Според Прокопий той е племенник на Исидор от Милет († 537), който по нареждане на източноримския император Юстиниан I построява от 532 до 537 г. църквата Света София в Константинопол.
Исидор Млади построява купола, паднал първо през август 553 г. и след това на 7 май 558 г. при земетресение. Той преработва строителния план и през 558 – 562 г. го завършва в днешния му вид. На 24 декември 562 г., още по времето на Юстиниан I, новият купол е осветен.. През 1346 г. източната част на купола пада след силно земетресение.

## Галерия
- Съграждане на църквата „Света София“ в Константинопол при император Юстиниан I. Миниатюра 38 от Манасиевата летопис, 14 век
- Куполът на „Света София“
- Църквата „Света София“ в Константинопол